# Libějovice
Libějovice [ˈlɪbjɛjɔvɪt͡sɛ], bis 1924 Libějice (deutsch Libejowitz, auch Libiegowitz, früher Libiegitz bzw. Libiejitz) ist eine Gemeinde in Tschechien. Sie liegt vier Kilometer südlich von Vodňany in Südböhmen und gehört zum Okres Strakonice.

## Geographie

### Geographische Lage

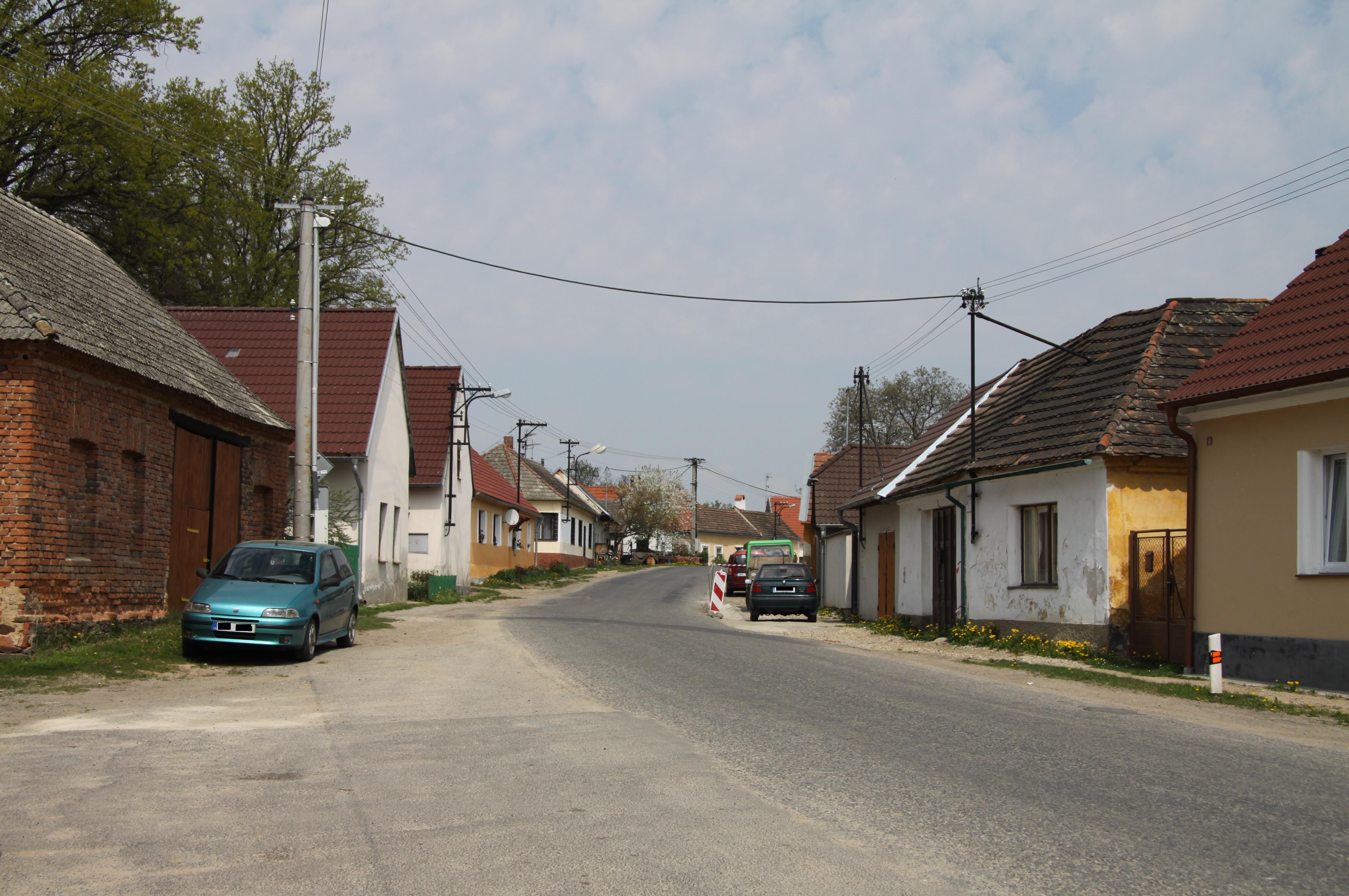
Libějovice

Libějovice befindet sich im südlichen Teil der Písecká pahorkatina (Píseker Hügelland). Das Dorf liegt am rechten Ufer des Baches Libějovický potok, umgeben von mehreren Teichen, von denen der Nový rybník pod Libějovic, Kuchyňka und Bukový rybník im Osten die größten sind. Östlich erhebt sich die Kuchyňka (429 m), südlich der Lomec (552 m), im Südwesten der Libějovický vrch (607 m) und die Skalice (604 m).
Östlich des Dorfes verläuft E 49 / I/20 zwischen Vodňany und České Budějovice. Die Bahnstation Libějovice liegt drei Kilometer südöstlich des Dorfes bei Háj am freien Feld an der E 49.

### Gemeindegliederung
Die Gemeinde Libějovice besteht aus den Ortsteilen Černěves (Schwarzdorf), Libějovice (Libejowitz) und Nestanice (Nestanitz) sowie den Einschichten Háj (Herrnhof), Lomec (Lometz), Nový Dvůr (Neuhof) und Nový Zámek (Neuschloß).

### Nachbargemeinden
Nachbarorte sind Hvožďany und Újezd im Norden, Strpí, Klůs und Záblatíčko im Nordosten, Radomilice, Dubenec und Dívčice im Osten, Česká Lhota, Novosedly, Háj, Černěves und Malovice im Südosten, Nestanice und Lomec im Süden, Krtely und Truskovice im Südwesten, Dlouhá Ves, Záhorčí und Libějovické Svobodné Hory im Westen sowie Chelčice und Na Lázni im Nordwesten.

## Geschichte
Archäologische Funde im Wald Černoháj reichen bis zur frühbronzezeitlichen Aunjetitzer Kultur zurück. Bedeutsam war die slawische Besiedlung zwischen dem 6. und 9. Jahrhundert; das 1925 auf dem Lomec entdeckte Hügelgräberfeld gehört zu den größten und besterhaltenen in Südböhmen.
Die erste schriftliche Erwähnung des Dorfes erfolgte 1264. Das Geschlecht der Malowetz von Malovice ist seit 1352 als Besitzer des Gutes nachweislich.
Seit 1489 war Leo von Malowetz Besitzer des Gutes, er schloss am 19. November 1496 mit der Stadt Vodňany einen Vergleich über die Vergütung der von der Stadt auf dem Gut verursachten Schäden. Am 27. Juli 1562 verkaufte sein Sohn Dionys von Malowetz die Güter Libějovice, Malovice, Rábín, Nestanice und Skály für 300 Schock Meißnische Groschen an Wilhelm von Rosenberg, der die alte Feste zu einem Renaissanceschloss umbauen ließ. Ihm folgte 1592 sein jüngerer Bruder Peter Wok von Rosenberg, der das Gut 1603 durch den Zukauf der Meierhöfe Blanička und Protivec mit den Dörfern Blanička, Protivec, Šipoun und Truskovice für 7250 Schock Böhmische Groschen von Agnes Říčanský von Hoděgow und Dub erweitern konnte. Nachdem 1611 mit dem Tode von Peter Wok das Geschlecht der Rosenberger im Mannesstamme erloschen war, erbte Johann Georg von Schwanberg deren Güter. Dessen Sohn Peter von Schwanberg gehörte während des Ständeaufstandes zu den Anführers der Aufständischen. Nach der Schlacht am Weißen Berg wurde seine Güter konfisziert und am Donnerstag nach Dorothea 1620 durch Kaiser Ferdinand II. seinem Heerführer Karl von Buquoy für treue Dienste übereignet. Ferdinand II. bestätigte 1622 im Majestätsbrief von Kremsmünster Buquoys Witwe Maria Magdalena, geborene von Biglia und ihrem Sohn Albert von Buquoys die Schenkung und gab 1623 zudem noch eine Übernahmeerklärung für sämtliche darauf lastenden Ansprüche ab. Maria Magdalena von Buquoy kaufte 1651 das Gut Čichtitz und im Jahre darauf noch das Gut Těšínov hinzu. Philipp Emanuel von Bucquoy ließ 1696 das Neuschloss erbauen. Antonia Renata von Buquoy, geborene Czernin von und zu Chudenitz, veräußerte im Jahre 1703 die Güter Čichtitz, Duben und Elexnitz für 118450 Gulden an Rosa Angela von Buquoy, geborene von Harrach. Karl Kajetan von Bucquoy kaufte 1728 die Güter Duben und Čichtitz von seinem Mündel Franz Reysky von Dubenitz für 74500 Gulden auf und vereinigte sie wieder mit Libiegitz. Die Herrschaft blieb bis zum Beginn des 19. Jahrhunderts immer im Besitz der Grafen Longueval von Buquoy. In den 1780er Jahren erfolgte die Einrichtung eines Armeninstituts.
1801 verkaufte Johann Joseph von Buquoy den Besitz anden Reichsfürsten Joseph II. zu Schwarzenberg, den 1833 sein Sohn Johann Adolf II. zu Schwarzenberg beerbte. Der Domänenverwalter und spätere Amts- und Wirtschaftsdirektor der Herrschaft Franz Horsky baute die Herrschaft ab 1829 systematisch zu einem landwirtschaftlichen Mustergut der k.k. Monarchie auf. Im Jahre 1840 umfasste das Gut Libiegitz eine Nutzfläche von 22576 Joch 1025 Quadratklaftern sowie 72 Teichen. Das Gut Libiegitz hatte 8038 überwiegend tschechischsprachige Untertanen, hinzu kamen noch 1164 beim Gut Čichtitz. Diese lebten vornehmlich von der Landwirtschaft und verdienten sich mit der Garnspinnerei ein Zubrot. Die Herrschaft bewirtschaftete die acht Meierhöfe Čichtitz, Blanitz, Neuhof, Zahor, Rabin, Selze, Herrnhof und Skal, zu denen mit Ausnahme von Neuhof und Skal auch Schäfereien gehörten, sowie zwei Fasangärten bei Libiegitz und Malowitz. In Libiegitz betrieb die Herrschaft eine große Ölpresse mit Raffinerie sowie eine Essigsiederei, in Rabin eine große Branntweinbrennerei und in Tieschin eine Kohlenbrennerei. Die herrschaftlichen Pottaschesiedereien in Libiegitz, Čichtitz und Tieschin wurden verpachtet. Zur Herrschaft Libiegitz gehörten die 36 Dörfer Libiegitz, Nestanitz (Nestanice), Groß-Malowitz, Klein-Malowitz (Malovičky), Schwarzdorf (Černěves), Krtel (Krtely), Cheltschitz, Augezd (Újezd), Hwoždian (Hvožďany), Křepitz (Křepice), Langendorf (Dlouhá Ves), Freigebirg (Libějovické Svobodné Hory), Witiegitz, Wosule (Na Osulí), Hracholusk, Swonitz (Svojnice), Groß- oder Alt Bor (Velký Bor), Klein- oder Neu-Bor (Malý Bor), Černowitz mit Kobyli Hora (Kobylí Hora), Dubowitz (Dubovice), Gelenko (Jelemek), Nebahau, Klein-Blanitz (Blanička), Schipaun (Šipoun), Hlawatetz, Hlaska (Hláska), Hradischt (Hradiště), Wolschowitz, Selz, Strp (Strpí), Krallen (Kralovice), Lažisst (Lažišťka), Chaluppen ob Zdiar (Žďárské Chalupy), Neudorf (Nová Ves), Tieschin (Těšínov), Wschetetz (Všeteč) sowie sechs Häuser von Sedlitz (Sedlec), vier Häuser einschließlich eines Meierhofs von Skal und je zwei Häuser von Protiwin, Mischenetz (Myšenec), Zdiar, Likařowa Lhota (Lékařova Lhota) und Kraschlowitz (Kohauter und Forker Mühle); zudem noch die drei zum Gut Čichtitz untertänigen Dörfer Čichtitz (Čichtice), Protiwetz (Protivec) und Truskowitz.
Das Amtsdorf Libiegitz bestand aus 46 Häusern mit 362 Einwohnern; darunter drei Israelitenhäusern, die von sieben jüdischen Familien bewohnt waren. Im Ort bestanden neben den o. g. herrschaftlichen Betrieben das als Beamtenwohnsitz dienende alte Schloss mit dahinterliegenden herrschaftlichen Fasangarten, ein Wirtshaus, eine Gemischtwarenhandlung sowie eine emphyteutisierte Mühle mit einer Graupenstampfe. Abseitig lagen das Neuschloss mit einer Hauskapelle, der Meierhof Neuhof mit einem Brauhaus, der Wallfahrtsort Lometz mit der Lokalkirche zum hl. Namen Mariä, einem Wirtshaus und dem ehemaligen Jagdschloss, das als Wohnung des Lokalisten, des Lehrers und des Revierjägers diente. Pfarrort war Cheltschitz. Horskys erfolgreiche Wirtschaft bildete die Grundlage dafür, dass 1850 auf dem Gut Rabin zwecks Modernisierung der Landwirtschaft die böhmische Landwirtschaftsschule gegründet wurde. Sie wurde bis 1857 von Horsky geleitet, zeitgleich entstand die deutsche Ackerbauschule in Liebwerd. Bis zur Mitte des 19. Jahrhunderts blieb das Dorf immer Amtsdorf der Allodialherrschaft Libiegitz samt dem Gut Čichtitz.
Nach der Aufhebung der Patrimonialherrschaften bildete Libějice/ Libiejitz ab 1850 eine Gemeinde in der Bezirkshauptmannschaft Prachatice und dem Gerichtsbezirk Netolice. Zwischen 1894 und 1895 errichtete die Netolitzer Lokalbahn die Bahnstrecke Dívčice–Netolice. Der amtliche Ortsname Libějovice wird seit 1924 verwendet. Nachdem Prachatice 1938 infolge des Münchner Abkommens an das Deutsche Reich abgetreten werden musste, verblieb Libějovice bei der Tschechoslowakei und wurde Teil des Okres Písek. 1949 wurde die Gemeinde dem Okres Vodňany zugeordnet, nach dessen Aufhebung kam sie zu Beginn des Jahres 1961 zum Okres Strakonice. Černěves und Nestanice wurden 1961 eingemeindet. Am 1. Jänner 1981 erfolgte die Eingemeindung nach Chelčice. Nach einem Referendum lösten sich Libějovice, Černěves und Nestanice zum 24. November 1990 wieder von Chelčice los und bildeten eine eigene Gemeinde.
In Nový Dvůr befindet sich eine Station des Ustredni kontrolni a zkusebni ustav zemedelsky v Brne (Zentrales Kontroll- und Prüfamt für Landwirtschaft in Brünn).

## Kultur und Sehenswürdigkeiten
- Renaissanceschloss Libějovice am westlichen Ortsrand, der zweigeschossige vierflügelige Bau entstand zum Ende des 16. Jahrhunderts für Wilhelm von Rosenberg durch Umbau und Erweiterung der alten Feste. Das Schloss ist heute in Privatbesitz und nicht öffentlich zugänglich.
- Neuschloss Libějovice, westlich des Dorfes im Libějovicer Park, es entstand 1696 für Philipp Emanuel von Bucquoy. Nach dem Brand von 1749 erfolgte 1752 der Wiederaufbau. Seine heutige Gestalt erhielt es 1816–1817 bei der Erweiterung und Umbau unter Joseph II. zu Schwarzenberg. Der mit einer Hauskapelle versehene 63 m lange und 27 m breite Bau diente als Wohnsitz der Fürsten zu Schwarzenberg und war nördlich und südlich von zwei Obstgärten umgeben. Im Schloss befand sich eine Sammlung von Waffen, Kunstwerken, Vasen und Besteck. Das seit den 1990er Jahren leer stehende Objekt befindet sich inzwischen in einem stark von Vernachlässigung, Verfall und Vandalismus gekennzeichneten Zustand.
- Libějovicer Park, er erstreckt sich zwischen dem Dorf und dem alten Schloss und Neuschloss, der südlich des alten Schlosses von Johann von Buquoy im Stile eines englischen Parks angelegte Fasangarten mit wertvollem alten Baumbestand ist als Naturreservat Libějovický park geschützt. 1842–1848
- Libějovicer Allee, die vom Neuschloss sowohl zum St. Magdalenen-Bad bei Chelčice als auch nach Lomec führende dreifache Allee aus Erlen, Buchen, Linden und Eichen wurden von den Grafen Buquoy angelegt. Der mittige Fahrweg wird zu beiden Seiten von Fußwegen flankiert.
- Barocke Wallfahrtskirche zum hl. Namen Mariä in Lomec, die sogenannte Spanische Kapelle wurde ab 1695 durch Philipp Emanuel von Bucquoy als Votivkapelle entsprechend einem Gelübde seines verstorbenen Vaters Karl Philipp von Bucquoy errichtet, der 1685 als kaiserlicher Gesandter auf einer Seereise von Rom nach Spanien in einen schweren Sturm geraten war. Das geschnitzte hölzerne Gnadenbild der Muttergottes von Foya hatte Karl Philipp von Buquoy aus Spanien mitgebracht. Die Bauarbeiten mussten wenig später eingestellt werden, da Philipp Emanuel den Kirchenbau ohne kirchliche Erlaubnis begonnen hatte. Nachdem diese 1699 vorlag, konnten die Arbeiten fortgeführt und die Kirche 1704 geweiht werden. Der Name des Baumeisters ist nicht überliefert; nachdem das Werk in der Vergangenheit Johann Blasius Santini-Aichl zugeschrieben worden war, gehen neueste Forschungen davon aus, dass die Pläne von Philipp Emanuel von Buquoy selbst stammen. Seit 1709 hatte die Wallfahrtskirche einen eigenen Geistlichen. In den Jahren 1720 und 1735 erfolgten Umbauten und Erweiterungen. Nach der 1782 Aufhebung des Iwanitenklosters wurden die Wallfahrten auf dem Lomec gewaltsam eingeschränkt. Kaiser Joseph II. ließ 1786 in Lomec unter der Pfarre Chelčice eine Lokalie einrichten, zu der die Dörfer Černěves, Nestanice, Krtely, Malovice, Malovičky und ein Teil von Obora gepfarrt wurden. Im Jahre 1859 erhob Bischof Jan Valerián Jirsík die Lokalie Lomec zur Pfarre.
- Kloster der Grauen Schwestern des Dritten Ordens des hl. Franziskus (Kongregace Šedých sester III. řádu sv. Františka), es entstand in den Jahren 1709–1710 für Albert von Buquoy als Jagdschloss. In den 1740er Jahren entstand darin ein Kloster der Iwaniten, das 1782 aufgelöst wurde. Nach der Errichtung der Lokalie Lomec diente das Bauwerk als Wohnung des Lokalisten, des Lehrers und des Revierjägers. Im Jahre 1971 wurde auf Initiative von Bischof Josef Hlouch das Kloster der Grauen Schwestern gegründet. Im Kloster leben heute drei Schwestern.
- Glockenturm in Lomec mit drei Glocken; die älteste Glocke wurde 1661 gegossen und stammt aus dem Kloster Svatá Hora. Die beiden anderen 1974 geweihten Glocken wurden in Deutschland gegossen.
- Gehöfte  im Bauernbarockstil
- Kapelle aus dem Jahre 1827

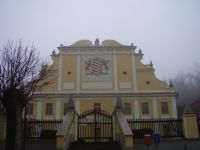
Kloster Lomec
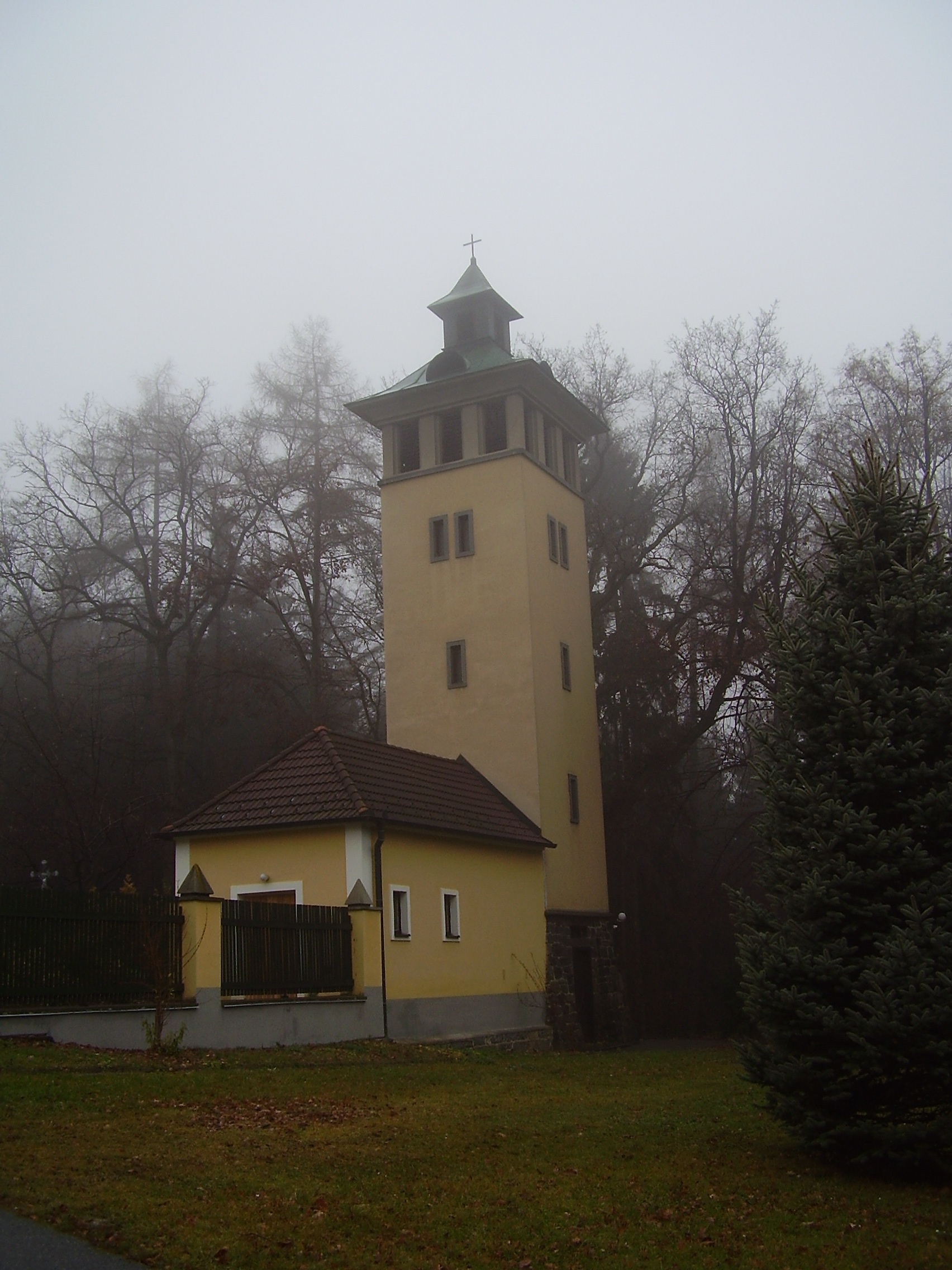
Glockenturm in Lomec
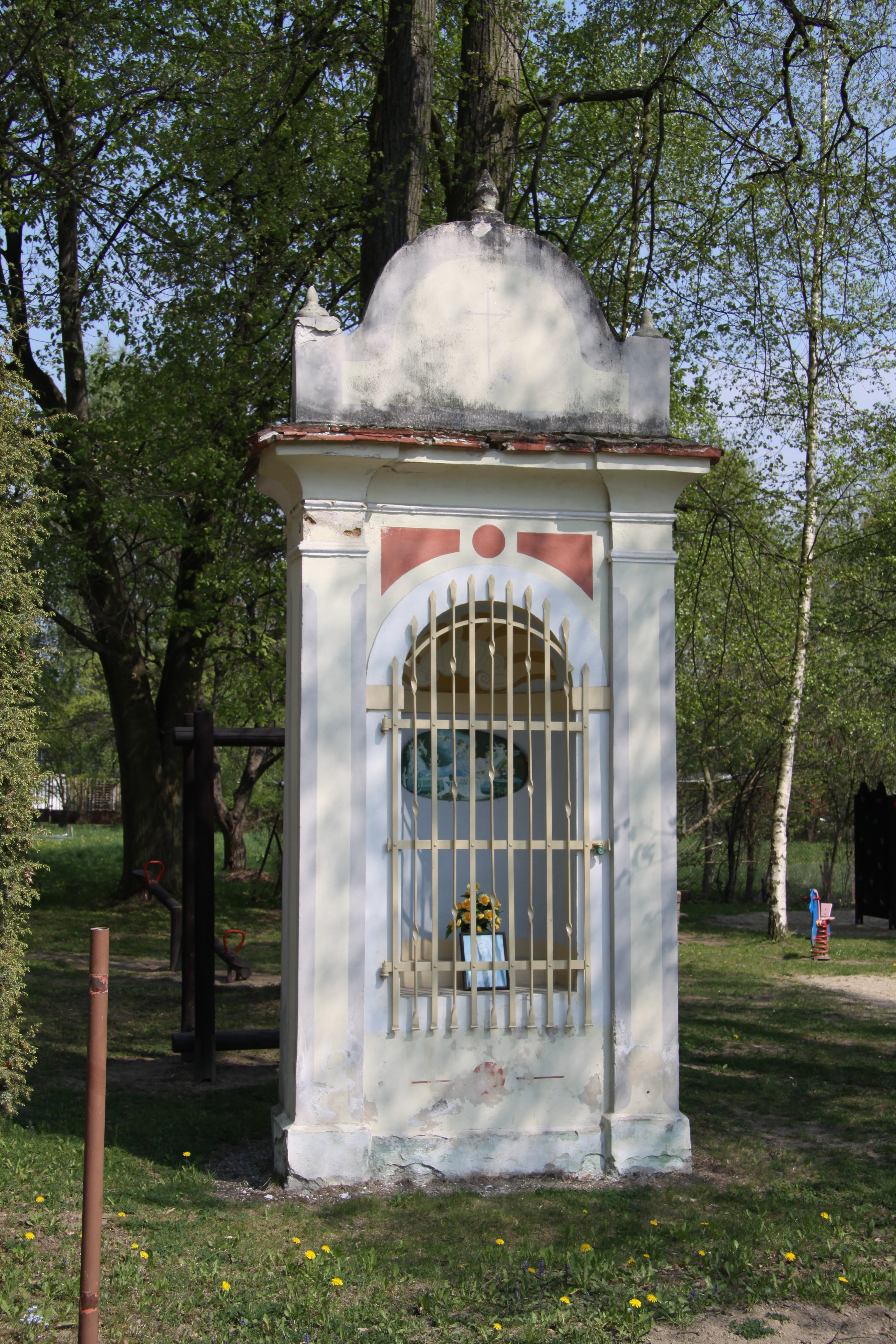
Nischenkapelle in Libějovice
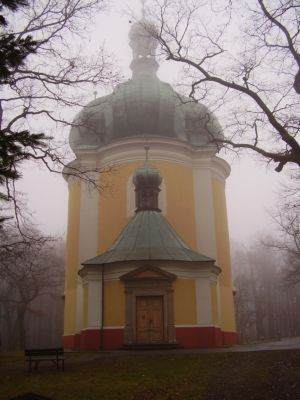
Wallfahrtskirche zum hl. Namen Mariä in Lomec
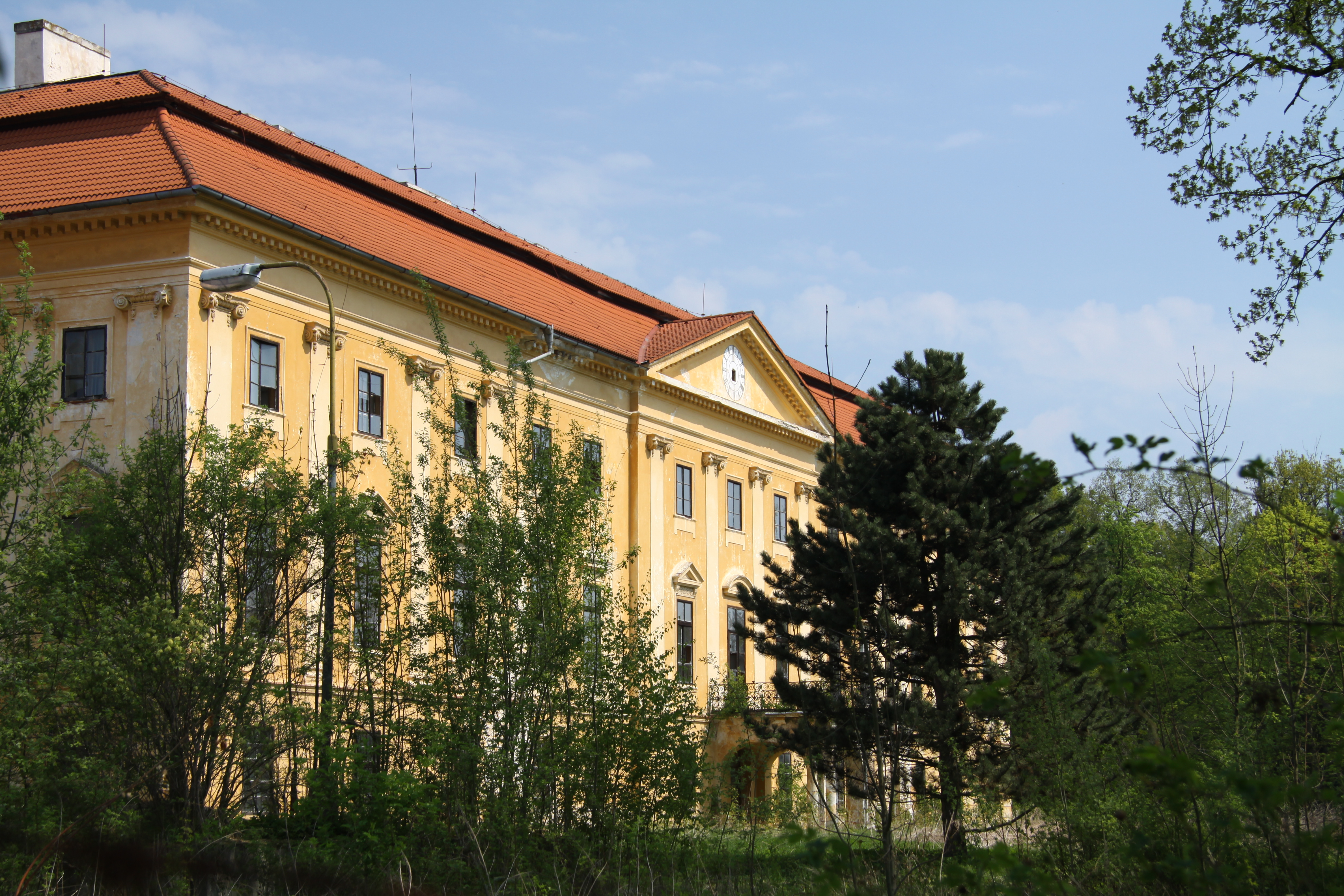
Neuschloss Libějovice
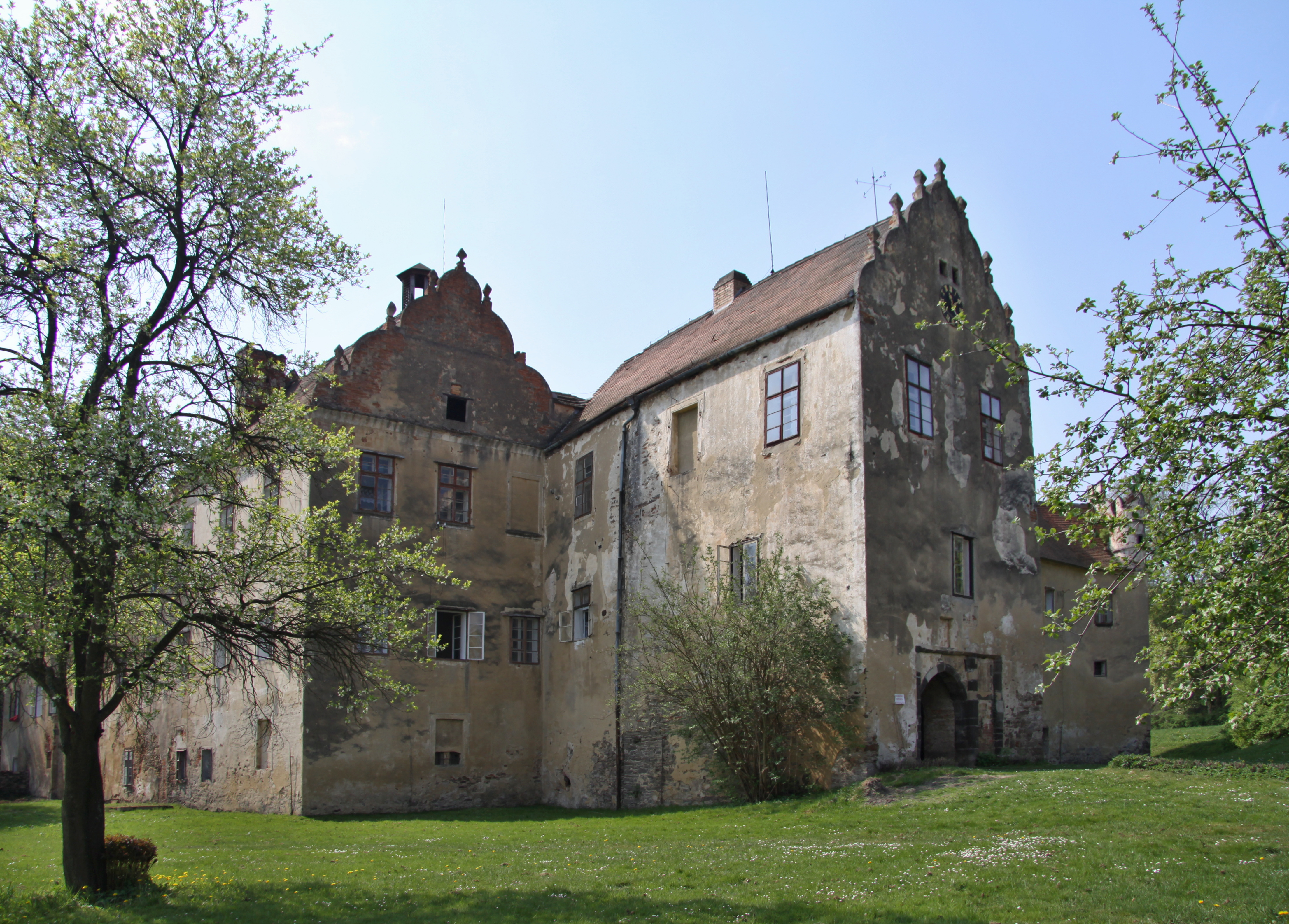
Schloss Libějovice